# Тушкаси
Тушка́си (рос. Тушкасы, чув. Тушкасси) — присілок у складі Аліковського району Чувашії, Росія. Входить до складу Яндобинського сільського поселення.
Населення — 57 осіб (2010; 87 у 2002).
Національний склад:
- чуваші — 99 %